# Джунгли (фильм, 2012)
«Джу́нгли» — российский комедийный фильм Александра Войтинского. Дата выхода — 29 ноября 2012.

## Сюжет
Архитектор Сергей Гущин (Сергей Светлаков) спешит на презентацию, но по дороге сталкивается со спортсменкой Мариной Соколовой (Вера Брежнева) и влюбляется в неё. Через три года в семье Гущиных наступает кризис из-за того, что Сергей постоянно подолгу задерживается на работе. Сергей предлагает взять длительный отпуск и полететь на тропические острова. Марина на это соглашается.
На тропических островах они, нарушив строгий запрет местного жителя, отправились покататься на катере в открытое море, и попали в морской шторм. Их прибило к берегу необитаемого острова. Марина стала подозревать что Сергей ей изменяет, и решила спрятать от него катер. Однако Сергей его нашёл и потребовал объяснений. Марина спросила, есть ли у него любовница. В порыве злости Сергей отвечает, что есть. Марина в бешеной ярости убегает от него в джунгли, а Сергей терпит морское крушение на катере. Во время поиска Марины Сергей обнаружил, что этот остров населяет племя каннибалов. Столкнувшись с Мариной, он пытается всё это ей объяснить, но Марина его и слушать не пожелала.
Утром Сергей вытащил из моря и починил катер, но Марина в свирепой ярости его полностью сожгла. Супруги оказались в безвыходном положении.
Через некоторое время они оказались в руках дикарей, которые собираются принести их в жертву своим языческим богам: Сергея — Богу Воды, Марину — Богу Огня. Сергей освобождается от верёвок и, украв нож у одного из дикарей, спешит на помощь жене. Сергей втыкает нож в столб, к которому была привязана Марина, и велит ей разрезать свои верёвки ножом. Марина на его слова не реагирует. Тогда Сергей просит у неё прощения и обещает ей, что полностью исправится, но Марина бросает на землю нож, презрительно ему сказав: «Ты даже полку прибить не можешь!». И тут Сергей вырывает столб и бежит на берег моря. Там он освобождает Марину от верёвок, и они уплывают на самодельной лодке в море.
В аэропорту их встречают: родители Марины Любовь Алексеевна и Виктор Степанович, и друг Сергея Володя. Володя рассказывает Сергею, что начальник повышает его до главного архитектора, но Сергей наотрез отказывается от своего повышения, чтобы больше времени уделять жене.

## В ролях
- Вера Брежнева — Марина Соколова, после замужества —  Гущина
- Сергей Светлаков — Сергей Гущин, архитектор
- Александр Макогон — Вовка, друг Сергея, архитектор
- Александр Половцев — Виктор Степанович, отец Марины
- Марина Дюжева — Любовь Алексеевна, мать Марины
- Михаил Ефремов — Вадим Вадимович, начальник Сергея и Вовки
- Ирина Медведева — Ира, подруга Марины
- Владимир Мельник — врач
- Андрей Гаврилов — закадровый перевод туземцев

## Съемочная группа
- Режиссёр-постановщик: Александр Войтинский
- Генеральный продюсер: Сергей Сельянов
- Продюсеры: Александр Войтинский, Михаил Врубель, Александр Андрющенко
- Со-продюсер: Сергей Светлаков
- Исполнительный продюсер: Михаил Китаев
- Сценарий: Алексей Фёдоров, Олег Маловичко, Сахар.1kg, Роман Непомнящий
- Операторы-постановщики: Игорь Гринякин, Сергей Трофимов
- Композитор: Павел Есенин

## Критика
Елена Чекулаева, «Петербургский телезритель»:

Спору нет, Брежнева обаятельна и не лишена актёрского таланта, а Светлаков умеет веселить публику, но их экранный дуэт выглядит абсолютно фальшивым. Из-за некомпетентности сценаристов, рисующих Сергея клиническим дебилом, с самого начала непонятно, как ему вообще удалось завоевать сердце умницы-красавицы-спортсменки. А потом и милейшая Марина, представлявшая из себя образец терпения, съезжает с катушек и всерьёз пытается убить муженька. В условиях диких и опасных джунглей, когда все нормальные люди на их месте думали бы о выживании и сотрудничестве. Словом, нам опять подсунули не кино, а лишённый какой-либо логики анекдот о войне полов — глупый и несмешной, зато на фоне экзотических красот.

Милослав Чемоданов, The Village:

Понятно, что сколько-то интеллектуального зрелища от «Джунглей» никто не ждёт. К сожалению, и очень смешными их тоже сочтёт далеко не всякий. Приставка «3D» может дать кому-то надежду, что получится насладиться особенной выпуклостью изгибов Веры Брежневой в пикантных сценах, но актриса не стремится обнажаться (как, к счастью, и Сергей Светлаков). Фильм рекомендуется как экономичный вариант программы свидания с красивой, но недалёкой девушкой, воспитанной российским телевидением. Ей наверняка придётся по вкусу, как знаменитая Брежнева уделывает знаменитого Светлакова в ближнем бою.

Олег Петров, «UralWeb»:

По общему впечатлению — скучно, глупо, надуманно и фальшиво. Сыграно, примерно, на том же уровне — на уровне школьного драмкружка или, в лучшем случае, «Ералаша». Можно было бы выделить Ефремова в лучшую сторону, но в роли зловредного босса он уже несколько приелся. Казалось бы, где Светлаков — там должен быть юмор, но с юмором тоже как-то не задалось. На весь фильм, буквально, две-три удачные фразы-шутки. <…> «Джунгли» — не более чем очередная попытка алчных продюсеров заработать денег по-лёгкому.